# Flavius Hölzemann
Flavius Hölzemann (* 1992 in Filderstadt) ist ein deutscher Schauspieler.

## Leben
Flavius Hölzemann absolvierte 2017 sein Schauspielstudium an der Hochschule für Musik und Theater Rostock. Im Rahmen des Studiums erhielt er 2014 den Studienpreis im Schauspiel-Wettbewerb des Migros-Kulturprozent. Prägend während des Studiums war für ihn insbesondere die Zusammenarbeit mit dem Schauspieler Martin Brauer.
Von 2017 bis 2020 und in der Spielzeit 2021/22 war Flavius Hölzemann Ensemblemitglied am Mecklenburgischen Staatstheater. Hier arbeitete er unter anderem in der Regie von Steffi Kühnert, Martin Nimz und Milan Peschel.
Für seine Darstellung des Siegfried in Die Nibelungen wurde er 2019 mit dem Nachwuchspreis der Armin-Ziegler-Stiftung ausgezeichnet. Im selben Jahr wurde er für seine Rolle als John Hale in Hexenjagd in der überregionalen Kritikerumfrage der Fachzeitschrift Theater heute zum besten Nachwuchsschauspieler des Jahres nominiert, ebenso für seine Rolle als Erik in Pelle der Eroberer.
Im Jahr 2021 arbeitete Hölzemann an der Hochschule für Musik und Theater Rostock als Gastdozent für Schauspiel.
Sein Bruder Mauricio Hölzemann ist ebenfalls Schauspieler. Flavius Hölzemann lebt in Berlin.

## Filmografie (Auswahl)
- 2023: Trapps Sommer (Regie: Rainer Kaufmann, ARD)
- 2022: Zimmer mit Stall – Kuhhandel (Regie: Rainer Kaufmann, ARD)
- 2024: SOKO Stuttgart (Fernsehserie, Folge Lebenslügen)

## Theater (Auswahl)
Am Mecklenburgischen Staatstheater (Auswahl)
- 2017: Die Ratten – Gerhart Hauptmann (Rolle: Erich Spitta, Regie: Steffi Kühnert)
- 2018: Linien – Rechercheprojekt  (Regie: Nina Gühlstorff)
- 2018: Sein oder Nichtsein (To Be or Not To Be) (Rolle: Stanislaw Sobinsky, Fliegeroffizier, Regie: Steffi Kühnert)
- 2018: Die Nibelungen – Hebbel  (Rolle: Siegfried, Regie: Jan Gehler)
- 2019: Sklavius (Regie: Julia Keiling/Eigenarbeit)
- 2019: Bunbury oder der Notwendigkeit, Ernst zu sein – Oscar Wilde (Rolle: John Worthing (Jack), Regie: Martin Nimz)
- 2019: Pelle der Eroberer – Martin Andersen Nexø (Rolle: Erik, Regie: Martin Nimz)
- 2019: Hexenjagd  – Arthur Miller (Rolle: John Hale, Regie: Martin Nimz)
- 2020: Die Umsiedlerin oder Das Leben auf dem Lande – Heiner Müller (Regie: Milan Peschel)
- 2021: Villa Dolorosa – Rebekka Kricheldorf (Rolle: Andrej Freudenbach, Regie: Alice Buddeberg)
- 2022: Solo Sunny – Wolfgang Kohlhaase (Rolle: Norbert, Harry, Regie: Sebastian Kreyer)